# Theologische Hochschule Chur
Koordinaten: 46° 50′ 51,6″ N, 9° 32′ 12,9″ O; CH1903: 760022 / 190643
Die Theologische Hochschule Chur (TH Chur) ist eine staatlich anerkannte römisch-katholische Privatuniversität in Chur im Schweizer Kanton Graubünden. Sie befindet sich oberhalb des Bischöflichen Hofs an der Alten Schanfiggerstrasse in unmittelbarer Nachbarschaft zur Bündner Kantonsschule.

## Geschichte

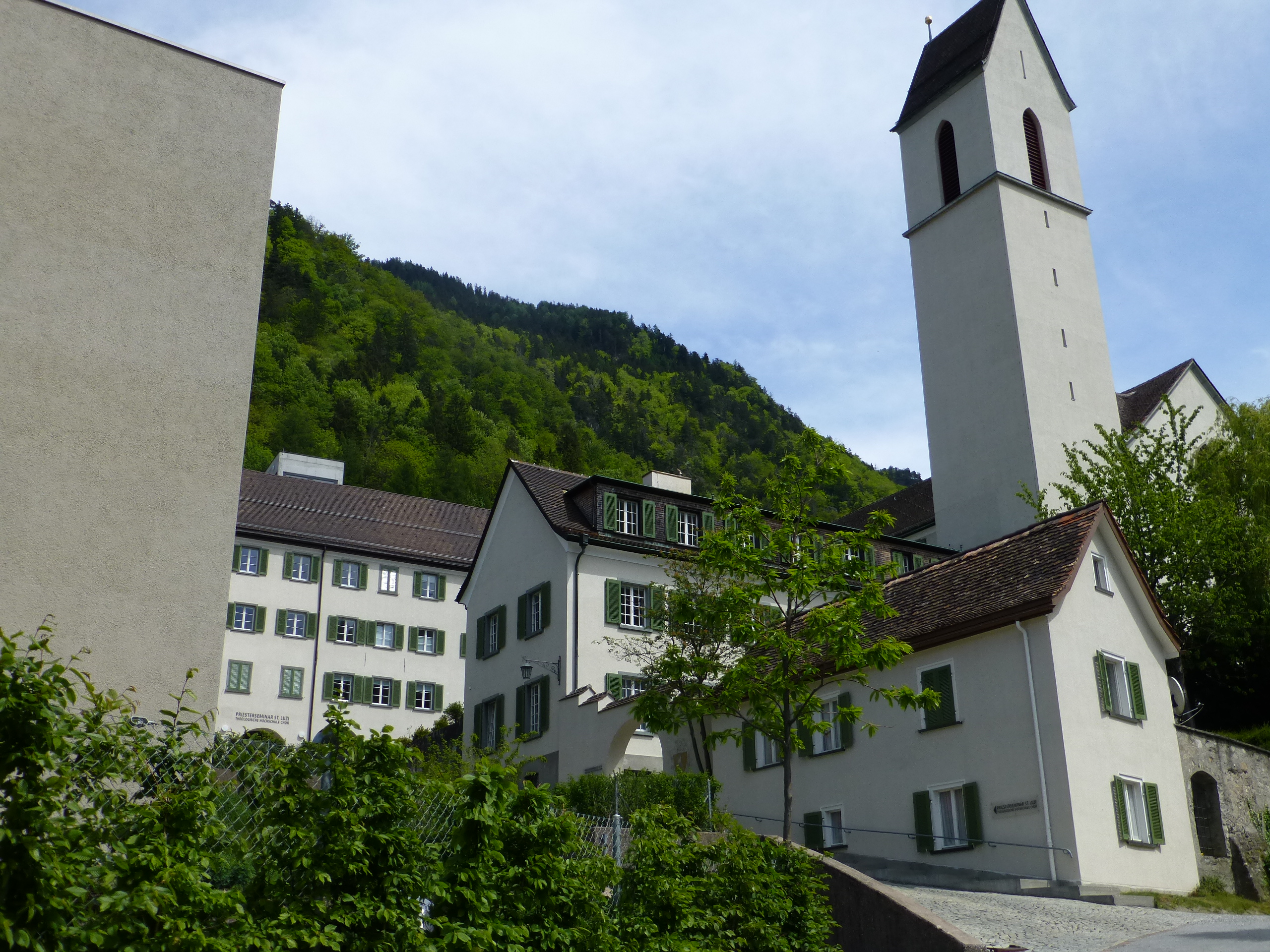
Priesterseminar St. Luzi mit St. Luziuskirche (Chur)

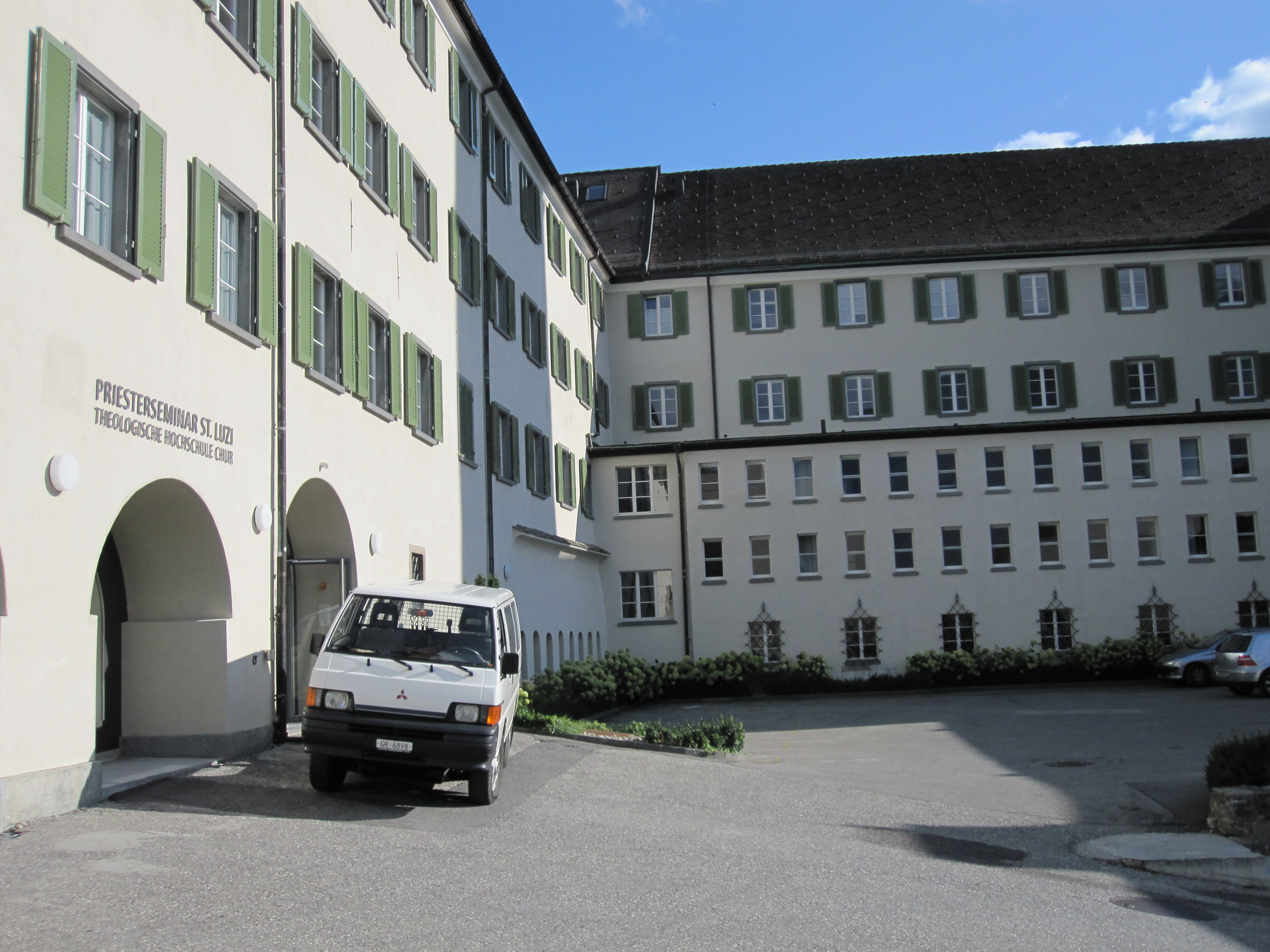
Priesterseminar St. Luzi und Theologische Hochschule

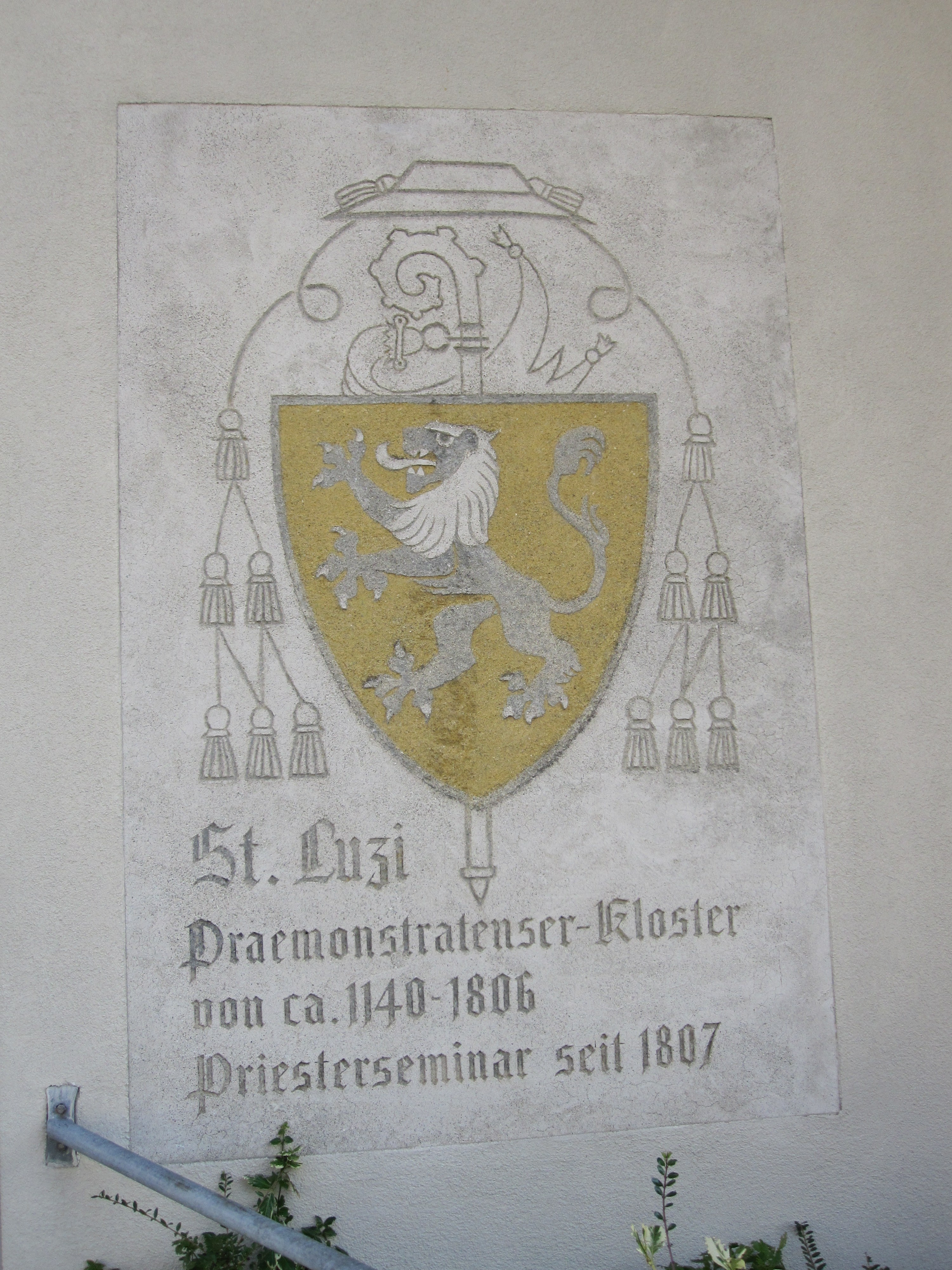
Das Wappen des Priesterseminars St. Luzi und des ehemaligen Prämonstratenserklosters

Die Anfänge der heutigen Theologische Hochschule Chur reichen bis zum Studium Theologicum des 1807 gegründeten Priesterseminars St. Luzi an der St. Luziuskirche zurück.
Als eigenständige Hochschule wurde sie 1968 vom Apostolischen Stuhl als „Institutum Superius Theologicorum Studiorum“ eingerichtet. 1974 erhielt die THC das Recht zur Erteilung des Lizentiats. Ihre akademischen Abschlüsse werden seit 1976 vom Kanton Graubünden staatlich anerkannt. Seit 2003 ist die TH Chur ein „Institutum Theologicum ad instar Facultatis“ (lateinisch Theologisches Institut anstelle einer Fakultät), also mit gleichen Rechten wie eine theologische Fakultät ausgestattet.
2003 wurde ein Pastoralinstitut eröffnet. Es widmet sich Forschung, Lehre und Weiterbildung in den Bereichen der Pastoral, Homiletik und Religionspädagogik. Im selben Jahr verlieh die zuständige römische Kongregation für das Katholische Bildungswesen der TH Chur das Recht, den „Doktorgrad in Theologie“ zu verleihen.
Der Schweizerische Akkreditierungsrat akkreditierte die TH Chur 2022 (frühere Akkreditierungen 2006 und 2013) als private universitäre Institution
Rektorin der TH Chur ist gegenwärtig Eva-Maria Faber, Grosskanzler ist Bischof Joseph Bonnemain, als Leiter des Pastoralinstitutes fungiert Franziskus Knoll OP. Träger der Hochschule ist das Bistum Chur. Finanziell wird die TH Chur von der Stiftung „Priesterseminar St. Luzi“ getragen. Darüber hinaus wird die Hochschule durch Zuwendungen des Kantons Graubünden, der kantonalkirchlichen Körperschaften der Bistumskantone und der „Stiftung Freunde der TH Chur“ sowie durch öffentliche und private Spender unterstützt.

## Studiengänge
An der TH Chur werden folgende Studiengänge angeboten:
- Bachelor in Theologie (6 Semester)
- Master in Theologie (4 Semester)
- Kanonisches Lizentiat (mindestens 2 Semester)
- Doktorat in Theologie

Voraussetzung für die Aufnahme in den kirchlichen Dienst als Priester oder Pastoralassistent ist der Masterabschluss. Er berechtigt zur Einschreibung in das Kanonische Lizentiat, welches wiederum Voraussetzung für die Aufnahme in das Doktoratsstudium ist.
Weitere Studienangebote:
- In Kooperation mit der Universität Bern: Aus- und Weiterbildungsprogramm in Seelsorge, Spiritual Care und Pastoralpsychologie (AWS)

Das Studienbedingungen an der TH Chur bieten einen familiären Rahmen. Im Studienjahr 2016/2017 waren 53 Studierende eingeschrieben, 10 weitere als Gasthörer, weitere 12 Studierende absolvierten den Pastoralkurs des Bistums Chur.

## Rektoren (seit 1968)
- Josef Pfammatter (1968–1970), Liturgiewissenschaftler und Exeget
- Eduard Christen (1970–1973), Dogmatiker
- Aladár Gajáry (1973–1978; Prorektor 1978–1982), Dogmatiker
- Albert Gasser (1978–1982; Prorektor 1982–1986), Theologe und Kirchenhistoriker
- Gregor Bucher OSB (1982–1986; Prorektor 1986–1992), Philosoph und Logiker
- Aladár Gajáry (1986–1999), Dogmatiker
- Franz Annen (1999–2007), Neutestamentler, Exeget
- Eva-Maria Faber (2007–2015), Dogmatikerin und Fundamentaltheologin
- Christian Cebulj (2015–2023), Theologe und Religionspädagoge
- Eva-Maria Faber (seit 2023), Dogmatikerin und Fundamentaltheologin

## Bekannte Professoren
- Peter Henrici SJ (1928–2023), Weihbischof, Professor der Päpstlichen Universität Gregoriana, Gast- und Honorarprofessor an der TH Chur
- Heinrich Reinhardt (* 1947), Philosoph und Philosophiehistoriker
- Manfred Belok (* 1952), Pastoraltheologe und Homiletiker
- Michael Fieger (* 1959), Alttestamentler
- Birgit Jeggle-Merz (* 1960), Liturgiewissenschaftlerin

## Bekannte Alumni
- Franz Böckle (1921–1991), Moraltheologe